# العلاقات البحرينية البيروية
العلاقات البحرينية البيروفية هي العلاقات الثنائية التي تجمع بين البحرين وبيرو.

## مقارنة بين البلدين
هذه مقارنة عامة ومرجعية للدولتين:
| وجه المقارنة                                              | البحرين       | بيرو                                   |
| --------------------------------------------------------- | ------------- | -------------------------------------- |
| المساحة (كم2)                                             | 765           | 1.29 مليون                             |
| عدد السكان (نسمة)                                         | 1.49 مليون    | 32.16 مليون                            |
| الكثافة السكانية (ن./كم²)                                 | 194.77 ألف    | 24.93                                  |
| العاصمة                                                   | المنامة       | ليما                                   |
| اللغة الرسمية                                             | اللغة العربية | اللغة الإسبانية، اللغة الأيمرية، كتشوا |
| العملة                                                    | دينار بحريني  | سول بيروفي جديد                        |
| الناتج المحلي الإجمالي (بليون دولار)                      | 35.31 مليار   | 211.39 مليار                           |
| الناتج المحلي الإجمالي (تعادل القوة الشرائية) بليون دولار | 64.16 مليار   | 393.13 مليار                           |
| الناتج المحلي الإجمالي الاسمي للفرد دولار أمريكي          | 22.60 ألف     | 6.03 ألف                               |
| الناتج المحلي الإجمالي للفرد دولار أمريكي                 | 45.50 ألف     | 11.99 ألف                              |
| مؤشر التنمية البشرية                                      | 0.824         | 0.740                                  |
| رمز المكالمات الدولي                                      | +973          | +51                                    |
| رمز الإنترنت                                              | .bh           | .pe                                    |
| المنطقة الزمنية                                           | ت ع م+03:00   | توقيت بيرو، 00                         |

## منظمات دولية مشتركة
يشترك البلدان في عضوية مجموعة من المنظمات الدولية، منها:
| علم المنظمة | اسم المنظمة                               | تاريخ انضمام البحرين | تاريخ انضمام بيرو |
| ----------- | ----------------------------------------- | -------------------- | ----------------- |
|             | وكالة ضمان الاستثمار متعدد الأطراف        | 12 أبريل 1988        | 2 ديسمبر 1991     |
|             | منظمة الشرطة الجنائية الدولية             | ?                    | ?                 |
|             | منظمة حظر الأسلحة الكيميائية              | ?                    | ?                 |
|             | منظمة التجارة العالمية                    | ?                    | ?                 |
|             | الفريق المعني برصد الأرض                  | ?                    | ?                 |
|             | الأمم المتحدة                             | 21 سبتمبر 1971       | 31 أكتوبر 1945    |
|             | مؤسسة التمويل الدولية                     | 22 سبتمبر 1995       | 20 يوليو 1956     |
|             | يونسكو                                    | 18 يناير 1972        | 21 نوفمبر 1946    |
|             | البنك الدولي للإنشاء والتعمير             | 15 سبتمبر 1972       | 31 ديسمبر 1945    |
|             | المنظمة الهيدروغرافية الدولية             | ?                    | ?                 |
|             | الاتحاد البريدي العالمي                   | ?                    | ?                 |
|             | المركز الدولي لتسوية المنازعات الاستشارية | 15 مارس 1996         | 8 سبتمبر 1993     |
|             | الاتحاد الدولي للاتصالات                  | 1975                 | 12 يوليو 1915     |

## وصلات خارجية
- موقع وزارة الخارجية البحرينية
- موقع وزارة الخارجية البيروفية